# Pier Giacomo Castiglioni
Pier Giacomo Castiglioni (Milan, le 22 avril 1913 - Milan, le 27 novembre 1968), est un architecte italien, urbaniste et designer.

## Biographie

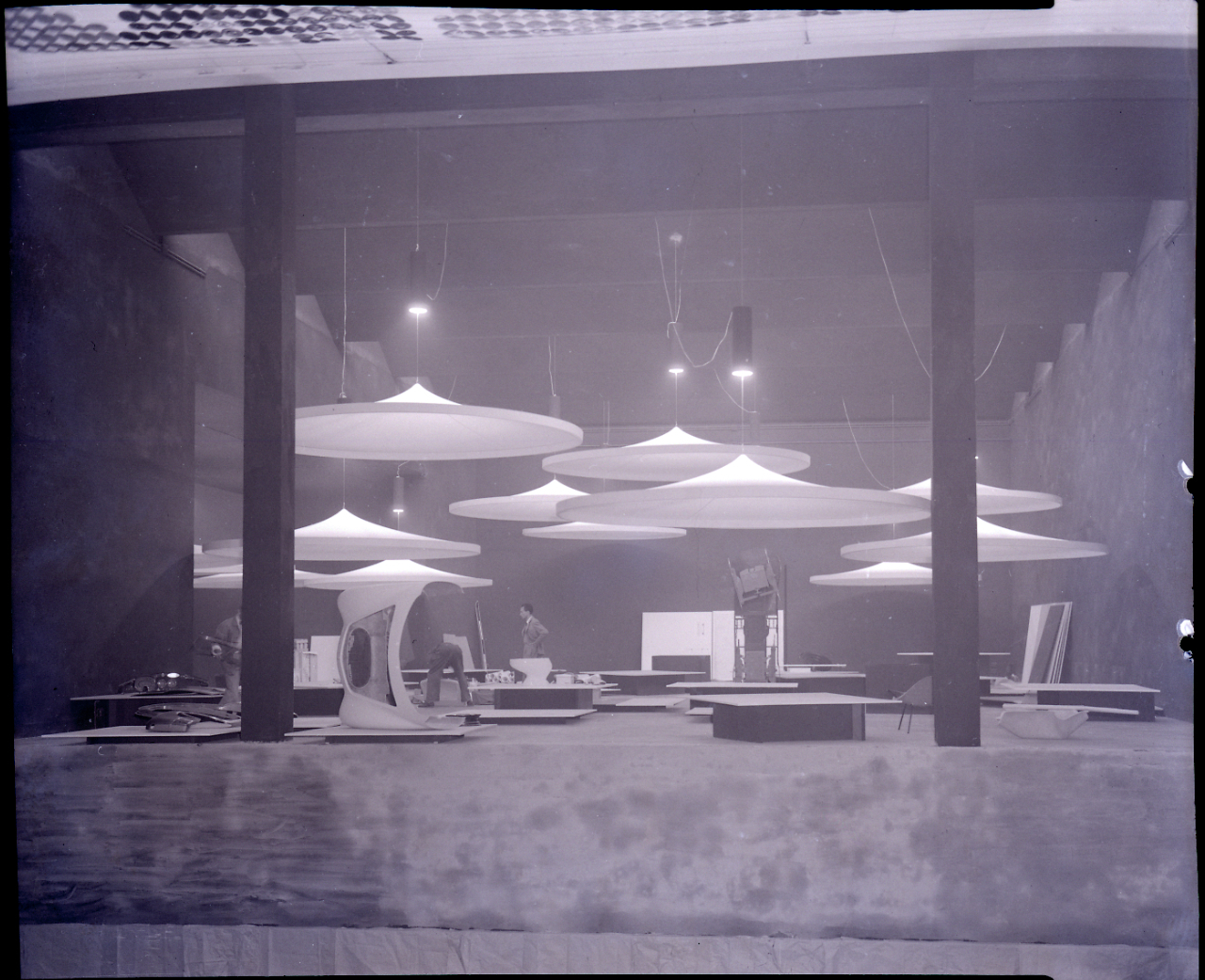
10° Triennale de Milan. Industrial Design pavillon conçu par Achille et Pier Giacomo Castiglioni. Photo par Paolo Monti, 1954.

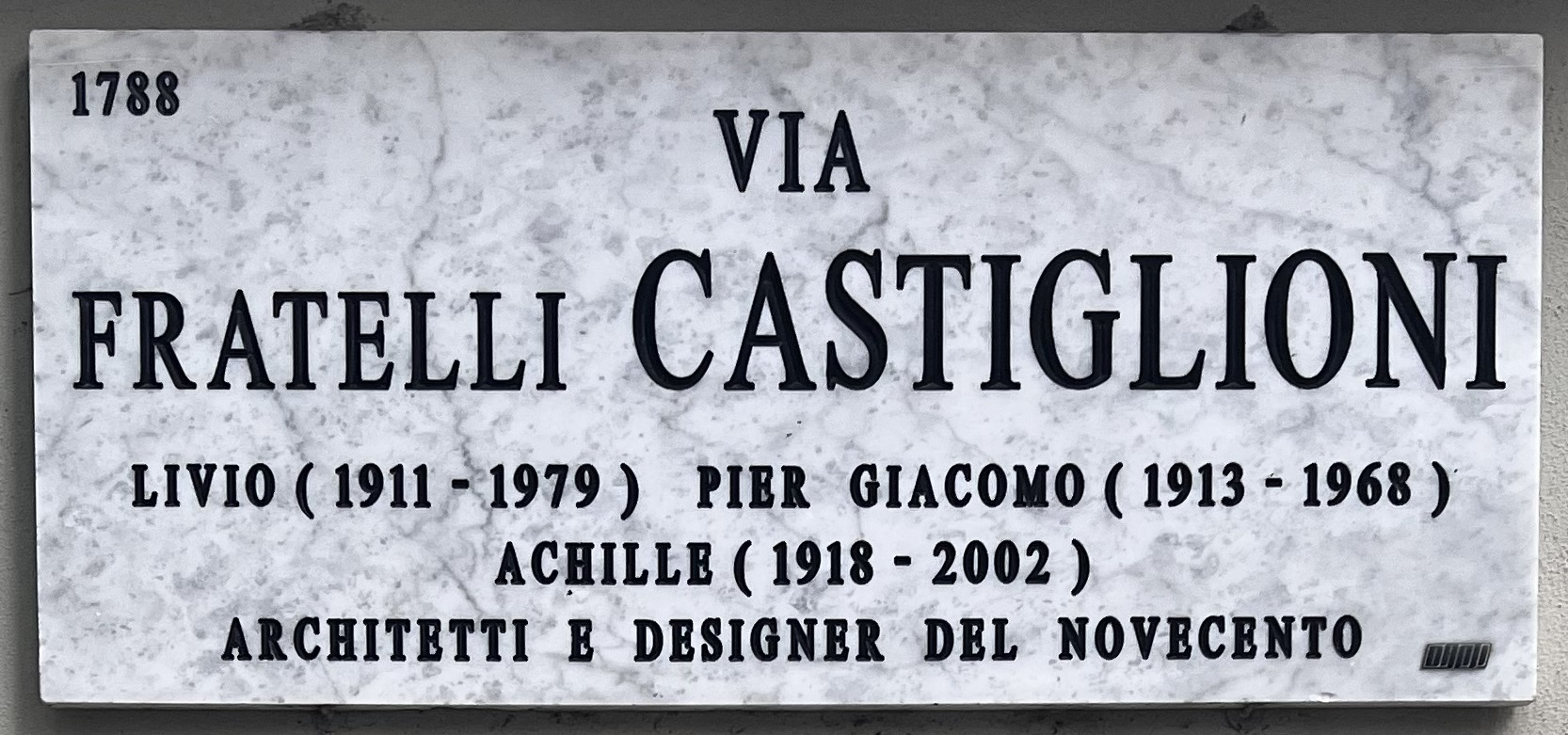
Via Fratelli Castiglioni, Milan

Pier Giacomo Castiglioni naît le 22 avril 1913 à Milan,.
Il est l'un des designers les plus influents de design italien et parmi les plus célèbres dans le monde, considéré par Dino Gavina dans les dix plus grands designers dans le monde. Ses œuvres sont exposées et conservées dans les collections des musées les plus importants de la conception industrielle et de l'art contemporain dans le monde, du Musée d'art moderne de New York à la Triennale Design Museum de Milan.
Jusqu'à sa mort le 27 novembre 1968 dans sa ville natale, il a travaillé avec son frère Achille Castiglioni et Livio Castiglioni.

## Style
Le couplage de la clarté, qui bandes des éléments généralement cachés, à l'utilisation des matériaux et des formes «pauvres» et à un nouveau et plus fonctionnel concept distributif des pièces donne le résultat final un caractère d'ironie. Ce processus de conception a souvent amené les artistes à se reproduire, quoique modifiés sous forme et résolus plus profondément dans les problèmes techniques, les modèles traditionnels.

## Dessin industriel

### Chaises et fauteuils
- 1957 : Sella, siège  Zanotta
- 1957 : Mezzadro, siège  Zanotta
- 1959 : Lierna, (avec Achille), chaise dont le nom dérive de celui de la ville sur le lac de Côme, pour  Cassina et Gavina
- 1960 : Sanluca,  chaise  Gavina (plus tard Knoll,  Bernini , Poltrona Frau)
- 1960 : Taraxacum, Visconti, des lampes pour  Heisenkeil  (la collection d'aujourd'hui Flos)
- 1965 : Tric (avec Achille), chaise pliante en bois, à  BBB
- 1966 : Allunaggio, siège  Zanotta

## Museum
- MOMA - Museum of Modern Art, New York (22 œuvres)

## Prix
Entre les années 50 et 60, il remporte plusieurs prix importants à la triennale de Milan, en particulier : en 1947 une médaille de bronze, en 1951 et 1954 un grand prix, une médaille d'argent et une médaille d'or en 1957, en 1960 une autre médaille d'or et en 1963 un autre moi Argent apporté. En 1956, il est l'un des fondateurs de A. ID, dont il a été membre du jury et a décerné ce qui suit : – 1955 le Compasso d'Oro pour la lampe Luminator – 1956 au jury au Compasso d'Oro – 1957 au jury au Compasso d'Oro – 1960 Compasso d'Oro pour la chaise d'école T 12 Palini – 1962 Compasso d'Oro pour la machine à café Pitagora – 1964 Compasso d'Oro pour le Spinamatic (distributeur de bière) – 1967 Compasso d'Oro pour un casque de traduction simultanée.
- Triennale de Milan, médaille d'or pour l'architecture italienne (1957, 1960)
- ADI, Compasso d'oro (1955, 1960, 1962, 1964, 1967, 1979)

## Expositions
- MOMA - Museum of Modern Art, New York
- Royal Institute of British Architects (Londres)
- Musée des Arts Decoratifs (Paris)
- Palais du Centenaire (Bruxelles)
- Modern Art Museum (São Paulo)
- Prima Esposicion de disegno industrial di Buenos Aires (Argentine)